# Bongoville
Bongoville (früher Lewaï) ist eine Stadt in der Provinz Haut-Ogooué im Südosten Gabuns, zudem ist sie die Hauptstadt des Departements Djououri-Aguilli. Mit Stand von 2013 wurde die Stadt auf eine Einwohnerzahl von 2633 bemessen.

## Geschichte
Die ersten geplanten Besiedlungen fanden um das Jahr 1964 statt, um eine Struktur entlang der zu dieser Zeit geplanten Straße R16, welche Franceville im Westen und Lékoni im Osten verbinden sollte. So wurden die bereits bestehenden Dörfer als Lewaï zusammengefasst, behielten aber untereinander noch Mitbestimmungsrechte. Im Jahr 1969 erfolgte die Umbenennung in Bongoville, angelehnt an den späteren Präsident Omar Bongo, welcher in dem Gebiet geboren wurde.

## Sport
In der Stadt befindet sich das 2500 Zuschauer fassende Stade de Bongoville, welches dem Fußballklub AC Bongoville als Heimspielstätte dient.

## Persönlichkeiten
- Omar Bongo (1935–2009), Staatspräsident von Gabun (1967–2009)[2]